# ستيج لارشسون
كارل ستيج-ايرلاند لارشسون (15 أغسطس 1954 - 9 نوفمبر 2004) (بالسويدية: Stieg Larsson)‏ المعروف مهنيا باسم ستيج لارسون، هو صحفي وكاتب سويدي من مواليد مدينة سكيليفتهام في السويد. اشتهر بسبب كتابته سلسلة ميلينيوم (أو الألفية)، وهي من روايات الجريمة التي نشرت بعد وفاته بدأ من عام 2005 بعد أن توفي بنوبة قلبية بشكل مفاجئ. وقد عاش لارسون وعمل معظم حياته في ستوكهولم.غطى عمله الصحفي السياسة الاشتراكية وعمل كباحث مستقل في اليمين المتطرف.
كان لارسون ثاني أكثر المؤلفين مبيعا في العالم في عام 2008، بعد الكاتب الأمريكي الأفغاني خالد حسيني. وبحلول مارس 2010، حققت «سلسلة الألفية» مبيعات تقدر ب 27 مليون نسخة في أكثر من 40 بلدا، وكان الجزء الأخير من السلسلة «الفتاة التي ركلت عش الزنابير»، أكثر الكتب مبيعا في الولايات المتحدة في عام 2010 وفقا لمجلة «بابليشرز ويكلي» الأسبوعية الأمريكية. بحلول مارس 2015، باعت سلسلته 80 مليون نسخة حول العالم.

## الحياة والعمل

### النشأة
ولد ستيج لارسون في 15 أغسطس 1954 باسم كارل ستيج إرلاند لارسون في مدينة سكيليفتهام في السويد، كان والده وجده لأمه يعملان في مصنع لصهر المعادن. استقال والده من وظيفته بعد أن عانى من آثار التسمم بالزرنيخ، وانتقلت العائلة بعد ذلك إلى ستوكهولم. وبسبب ظروفهم المعيشية الصعبة، قرروا ترك لارسون الذي كان يبلغ من العمر عامًا واحدًا في منزل جده، حيث عاش لارسون مع أجداده في منزل خشبي صغير في الريف حتى سن التاسعة، كان المنزل يقع بالقرب من قرية بيورسيل في محافظة وستربوتن. التحق لارسون بمدرسة القرية وكان يستخدم الزلاجات للذهاب من وإلى المدرسة خلال فصول الشتاء الطويلة والثلجية في شمال السويد. لقد أحب تجربة العيش هناك.
ذكرت إيفا غابريلسون (صديقة لارسون) في كتابها «هناك أشياء أريدك أن تعرفها» الذي تتحدث فيه عن علاقتها بـ لارسون، أن الحياة التي عاشها لارسون في تلك القرية شكلت حافزا له لكتابه روايته الأولى «الفتاة ذات وشم التنين».
لم يكن لارسون مولعا بالعيش في البيئة الحضرية في مدينة أوميو حيث انتقل للعيش مع والديه بعد موت جده سيفيرين بوستروم، الذي توفي اثر اصابته بنوبة قلبية في سن ال 56. حصل لارسون على شهادة الدبلوم من مدرسة ثانوية محلية في 1972. تقدم بعد ذلك بطلب إلى كليات الصحافة في ستوكهولم بالسويد لكنه فشل في امتحان القبول. في عام 1974، تم تجنيد لارسون في الجيش السويدي بموجب قانون التجنيد الإجباري وقضى 16 شهرًا في الخدمة العسكرية الإجبارية، حيث تدرب كقائد هاون في وحدة مشاة في مقاطعة كالمار.
توفيت والدته فيفيان أيضا في سن مبكرة في عام 1991 من أثر مضاعفات سرطان الثدي، وتمدد الأوعية الدموية.

### الكتابة
في عيد ميلاده الثاني عشر، قدم والدا لارسون آلة كاتبة كهدية عيد ميلاد له. لم تكن أول كتابات لارسون عن الجريمة، بل كانت في الخيال العلمي. وكقارئ متعطش منذ سن مبكرة للخيال العلمي أصبح لارسون نشطا في المجتمعات السويدية المهتمه بالخيال العلمي منذ عام 1971، وشارك مع رون فورسجرن في تحرير أول مجلات الهواة التي أصدرها، واسمها سفارن. وفي عام 1972 حضر أول أجتماع له للخيال العلمي في ستوكهولم. وخلال السبعينات، نشر لارسون حوالي 30 إصدارا إضافيا من مجلات الهواة، وبعد انتقاله إلى ستوكهولم في عام 1977 أصبح عضوا نشطا في مجتمع الخيال العلمي الإسكندنافي حيث كان عضوا في مجلس الإدارة في عام 1978 و 1979، ورئيس في عام 1980. في مجلته الأولى للهواة نشر حفنة من القصص القصيرة، ما بين عامي 1972-1974، في حين قدم عدد آخر للنشر في مجلات آخرى شبه محترفة أو للهواة. وقد شارك في تحرير أو ترأس تحرير عدة مجلات للهواة، وفي 1978-1979 كان رئيسا لأكبر نادي سويدي لهواة الخيال العلمي (SFSF).
في بداية يونيو 2010، اكتشفت مخطوطاتان من هذه القصص، وكذلك بعض مجلات الهواة بها قصة أو اثنين آخرين، لدى المكتبة الوطنية السويدية. وكانت هذه قد أهدت إلى المكتبة قبل بضع سنوات من مؤسسة ألفار ابلتوف التذكارية التي تشجع مجالات الخيال العلمى في السويد. وتسبب اكتشاف هذه الأعمال الغير معروفه للارسون في ضجة كبيرة.

## تغيير الاسم
عندما كان في أوائل العشرينات من عمره أضاف ستيج حرف (e) إلى اسمه لتجنب الخلط بينه وبين صديقه الذي يحمل نفس الاسم والذي كان مشهورا من قبله.

## اشتراكي ثوري، وناشط وصحفي
و لارسون كان ناشط سياسيا مع «عصبة العمال الشيوعية» بينما كان يعمل كمصور وواحد من أبرز هواة الخيال العلمي في السويد. سياسيا كان لارسون نشطا من خلال عدة مجلات ومنشورات تحمل الطابع التروتسكي الشيوعى من ضمنها أنه كان رئيس تحرير صحيفة فيارده إنترنشونالن السويدية.
قضى لارسون جزءا من عام 1977 في إريتريا، وحيث كان يدرب فرقة نسائية من الجبهة الشعبية لتحرير إريتريا على استخدام قاذفات قنابل. إلا انه اضطر إلى التخلي عن هذا العمل بسبب إصابته بمرض في الكلى. ولدى عودته إلى السويد، عمل كمصمم جرافيكى في أكبر وكالة انباء السويدية بين عامي 1977 و 1999. وقد إدت أتجاهات لارسون السياسية، فضلا عن تجربته الصحفية، به إلى إنشاء مؤسسة اكسبو السويدية، على غرار مؤسسة الضوء الباحث البريطانية، التي أنشئت من أجل «التصدي لنمو اليمين المتطرف وثقافة القوة البيضاء بين الشباب في المدارس». وأيضا أصبح رئيس تحرير مجلة المؤسسة «المعرض»، في عام 1995.
و خارج مجال عمله كان يعمل كباحث مستقل يدرس تطرف الجناح اليميني في السويد. في عام 1991، أدت أبحاثه الي كتابه الأول «اليمين المتطرف». وسرعان ما أصبح للارسون دور أساسي في توثيق وفضح المنظمات اليمينية المتطرفة والعنصرية السويدية؛ كما أنه كان محاورا مؤثرا ومحاضرا حول هذا الموضوع، وعاش لسنوات مهددا بالقتل من خصومه السياسيين. وكان الحزب السياسي «ديمقراطيو السويد» موضوعا رئيسيا في ابحاثه.

## الروايات
عندما مات لارسون ترك وراءه ثلاثة مخطوطات كاملة ولكنها لم تنشر بعد، والروايات مكتوبة على شكل سلسلة. كان قد كتبهم من أجل متعته الشخصية بعد عودته من عمله في المساء، ولم يقم بأي محاولة لنشرهم حتى قبل فترة وجيزة من وفاته. وقد نشرت الأولى في السويد في عام 2005 تحت عنوان «الرجال الذين يكرهون النساء». ونشرت النسخة الإنجليزية في المملكة المتحدة في فبراير 2008 تحت عنوان«الفتاة ذات وشم التنين». وقد حصلت على جائزة «المفتاح الزجاجى» كأفضل رواية جريمة في دول الشمال في عام 2005. وروايته الثانية «الفتاة التي لعبت بالنار» حصلت على جائزة أفضل رواية جريمة سويدية في عام 2006. والرواية الثالثة في «سلسلة الألفية»، «القلعة الجوية التي تم نسفها»، نشرت باللغة الإنجليزية في المملكة المتحدة في أكتوبر 2009 تحت عنوان «الفتاة التي ركلت عش الزنابير»، ونشرت في الولايات المتحدة في مايو 2010.
و ترك لارسون وراؤه أيضا نحو ثلاثة أرباع الرواية الرابعة على جهاز كمبيوتر محمول تمتلكه الآن رفيقته إيفا جابرلسن؛ ونبذ مختصرة أو مخطوطات من الجزء الخامس والسادس في هذه السلسلة، التي كان ينوي أن تحتوي في مجموعها على عشرة كتب وربما تكون أجزاء أخرى موجودة أيضا. وذكرت جابرلسن في كتابها «هناك أشياء أريدكم أن تعرفوها عن ستيج لارسون وعنى»، أن الانتهاء من كتابة هذه السلسلة هي مهمة هي قادرة على القيام بها.
و قد إنتجت شركة الأفلام السويدية «الطائر الأصفر» بالاشتراك مع شركة الإنتاج السينمائي الدنماركية «نورديسك السينمائية والتلفزيون» افلاما قائمة على «سلسلة الألفية»، وتم عرضها في الدول الإسكندنافية في عام 2009.

## وفاته
توفي لارسون يوم 9 نوفمبر 2004 في ستوكهولم عن عمر يناهز ال 50 بنوبة قلبية بعد صعوده سبع أدوار على الدرج إلى مكتبه لأن المصعد كان معطلا. كانت هناك شائعات بأن وفاته كانت مدبرة، وذلك بسبب تهديدات القتل التي تلقاها كمحرر لمجلة «المعرض»، ولكن الناشره السويدية إيفا جيدن رفضت هذه الشائعات. ودفن لارسون في مقبرة كنيسة هوجاليد في ستوكهولم.
في مايو 2008، أعلن أن وصية حررت عام 1977، وجدت بعد وفاة لارسون بقليل، وفيها أعلن عن رغبته في ترك ممتلكاته إلى «أوميا»، وهو فرع رابطة العمال الشيوعية (و التي تعرف الآن بالحزب الاشتراكي). ولكن كانت هذه الوصية غير موقعه بشهود، مما أفقدها الصلاحية بموجب القانون السويدي، ونتيجة لذلك فإن جميع ممتلكات لارسون، بما في ذلك العائدات من مبيعات الكتب في المستقبل، ذهبت إلى والده وشقيقه. إيفا جابرلسن التي كانت رفيقته لمده طويلة هي التي وجدت الوصية، ولكن ليس لديها حق قانوني في الميراث، مما أثار الجدل بينها وبين والده وشقيقه. ولارسون لم يتزوجها أبدا، لأنه كان عليه الإعلان عن عنوانهما عند الزواج بموجب القانون السويدي، وذاك كان يمكن أن يشكل خطرا على حياته. بسبب تقاريره عن الجماعات المتطرفة والتهديدات بالقتل التي تلقاها، فقد إخفت عناوين لارسون ورفيقته، وبياناتهم الشخصية وأرقام هويتهم من السجلات العامة، لجعل من الصعب على الآخرين تعقبهم، وهذا النوع من «تغطية الهوية» هو جزء لا يتجزأ من عمله كصحفي. وهذا الغطاء كان سيكشف إذا تزوجا وأدخلت أسمائهم في سجلات الزواج.

## التأثيرات
اعترف لارسون بأن عددا كبيرا من أعماله الأدبية تأثر بأدب الرويات البوليسية وروايات الجريمة الاميركي والبريطاني. وأوضح لارسون أن إحدى الشخصيات المتكررة في «سلسلة الألفية» اليزابيث سالاندر، مستوحاه من صورة لبيبي ذات الجورب الطويل، وهي أكثر الشخصيات السويدية شعبية من قصص المؤلفه أستريد ليندغرين.
عندما كان عمره 15 عاما شهد لارسون جريمة اغتصاب جماعي لفتاة، مما أدى إلى نفوره طوال حياته من العنف وسوء معاملة المرأة. ولم يسامح نفسه أبدا لأنه لم يتدخل لإنقاذ الفتاة. وفقا إيفا غابريلسون(شريكة لارسون) فقد أتاحت «سلسلة الألفية» للارسون بالتعبير عن نظره لم يكن قادرا على توضيحها كصحفي. وقالت أن أحداث الكتب الثلاثة تجسيد لصورة عن السويد لا يعرفها أحد، مكان يقبع فيه الايمان بتفوق البيض كامنا ويعبر عنه في جميع جوانب الحياة المعاصرة، ويعيش فيه أعداء العنصرية في خوف مستمر. «كل شيء تم وصفه في «سلسلة الألفية» حدث في وقت أو في آخر لمواطن، أو صحفي، أو سياسي، أو مدعي عام، أو عضو نقابة أو شرطي سويدي. هو لم يصتنع شيئا.» 

## جائزة ستيغ لارسون
في عام 2009، قامت عائلة لارسون ودار نورستدت للنشر بتأسيس جائزة سنوية قدرها 200000 كرونا سويدية تخليداً لذكراه. تُمنح الجائزة لشخص أو منظمة تقوم بكتابة الروايات بنفس أسلوب وطريقة لارسون.
في عام 2015 فاز الكاتب الصيني يانغ جيشنغ الجائزة عن روايته «التمثال» (Tombstone) والذي وصف فيها عواقب ثلاث سنوات من المجاعة الصينية الكبرى. 

## أعماله الأدبية

### الكتب
- Stieg Larsson, Anna-Lena Lodenius: Extremhögern, Stockholm, 1991;
- Stieg Larsson, Mikael Ekman: Sverigedemokraterna: den nationella rörelsen, Stockholm, 2001;
- Stieg Larsson, Cecilia Englund: Debatten om hedersmord: feminism eller rasism, Stockholm, 2004;
- Richard Slätt, Maria Blomquist, Stieg Larsson, David Lagerlöf m.fl.: Sverigedemokraterna från insidan, 2004.

### الروايات
سلسلة الألفية
- الفتاة ذات وشم التنين
- الفتاة التي لعبت بالنار
- الفتاة التي ركلت عش الزنابير

### تحرير المجلات
مجلات الخيال العلمي
- Sfären (with Rune Forsgren), 4 issues, 1972–1973;
- FIJAGH! (with Rune Forsgren), 9 issues, 1974–1977;
- Långfredagsnatt, 5 issues, annual 1973–1976, final issue 1983;
- Memorafiac, 2 issues, circa 1978;
- Fanac (with Eva Gabrielsson), 7 issues (numbered 97–103; earlier and later by other editors), 1979–1980;
- The Magic Fan (with Eva Gabrielsson), 2 issues, 1980.

أخرى
- Svartvitt med Expo: 1999–2002;
- Expo: 2002–2004.

## روابط خارجية
- ستيج لارسون على موقع IMDb (الإنجليزية)
- ستيج لارسون على موقع الموسوعة البريطانية (الإنجليزية)
- ستيج لارسون على موقع مونزينجر (الألمانية)
- ستيج لارسون على موقع ألو سيني (الفرنسية)
- ستيج لارسون على موقع ميوزك برينز (الإنجليزية)
- ستيج لارسون على موقع أول موفي (الإنجليزية)
- ستيج لارسون على موقع قاعدة بيانات الأفلام السويدية (السويدية)
- ستيج لارسون على موقع ديسكوغز (الإنجليزية)
- ستيج لارسون على موقع قاعدة بيانات الفيلم (الإنجليزية)
- ستيج لارسون على موقع كينوبويسك (الروسية)